# 미드나잇 레이스
미드나잇 레이스(Midnight Lace)는 미국에서 제작된 데이비드 밀러 감독의 1960년 영화이다. 도리스 데이 등이 주연으로 출연하였고 로스 헌터 등이 제작에 참여하였다.

## 출연

### 주연
- 도리스 데이
- 렉스 해리슨

### 조연
- 존 게빈
- 마이어나 로이
- 로디 맥도웰
- 허버트 마샬

## 제작진
- 원작자: 자넷 그린
- 의상: 아이린